# Das Haus der tausend Räume
Das Haus der tausend Räume (Originaltitel House of Many Ways) ist ein Fantasy-Roman für junge Erwachsene aus der Feder von Diana Wynne Jones aus dem Jahr 2008. Es ist das dritte und letzte Buch in der Howl-Saga. Die deutschsprachige Übersetzung von Oliver Plaschka erschien 2021 im Knaur Verlag.

## Zusammenfassung
Charmain Baker hat ein respektables und entspanntes, behütetes Leben geführt. Sie hat ihre Tage mit der Nase in einem Buch verbracht und nie gelernt, auch nur die kleinste Hausarbeit zu erledigen. Als sie plötzlich auf das winzige Häuschen ihres kranken Großonkels William aufpassen soll, scheint sie sich auf das Abenteuer zu freuen, aber die einfache Aufgabe des Haussittens wird durch die Tatsache erschwert, dass Großonkel William auch der königliche Zauberer Norland ist und sein magisches Haus Raum und Zeit verbiegt.
Obwohl sie das Chaos aufräumen soll, das William im Haus hinterlassen hat, weiß Charmain so gut wie nichts über Magie, und doch scheint sie sie auf die unerwartetste Weise zu nutzen. Die einzige Tür des Hauses kann zu fast jedem Ort führen – von anderen Räumen wie der Küche bis hin zu weit entfernten Orten wie dem Königspalast und sogar in andere Zeitepochen. In ihren ersten Tagen in dem magischen Haus kümmert sie sich um einen magischen streunenden Hund namens Waif, begegnet einem schrecklichen Lubbock, muss sich ein Dach mit einem verwirrten jungen Zauberlehrling namens Peter teilen, versucht, einige Zaubersprüche aus Williams Bibliothek anzuwenden, und bekommt es mit einer Sippe kleiner blauer Kreaturen namens Kobolde zu tun.
Als Charmain in eine intensive königliche Suche zur Behebung der finanziellen Probleme des Königreichs verwickelt wird, trifft sie auf Sophie Pendragon, ihren Sohn Morgan, ein wunderschönes Kind namens Twinkle und ihren Feuerdämon Calcifer. Eines der Schlamassel, in die Twinkle Charmain verwickelt, führt dazu, dass Twinkle auf das Dach des königlichen Herrenhauses klettert. Schon bald ist sie daran beteiligt, das Königreich von seinen Krankheiten zu heilen und das lange verschollene mystische Elfengeschenk wiederzuentdecken.

## Die Hauptfiguren

### Charmain Baker
Sie ist ein dünnhäutiges, rothaariges Mädchen Mitte zehn, das auch als "Miss Charming" bekannt ist, wahrscheinlich wegen der Ähnlichkeit mit ihrem Namen. Sie wuchs in einem "respektablen" familiären Umfeld auf, um "respektabel" zu sein; daher kann sie außer Lesen nicht viel (z. B. weiß sie nicht, wie man heißes Wasser zum Teekochen verwendet) und hat kaum Interesse an etwas anderem als am Lesen von Büchern. Da sie sich oft nur auf einen Aspekt einer Situation konzentriert, kann sie das Gesamtbild übersehen. Sie hat die Fähigkeiten einer Hexe, die sie von ihrer Familie väterlicherseits geerbt hat, der ihr verriet, dass er Magie beim Kochen einsetzt, aber sie wurde von ihrer Mutter so erzogen, dass sie Magie für vulgär hält – wenn sie wütend ist, kann sie buchstäblich alles erzwingen, indem sie laut schreit, was sie will, eine Technik, die sie selbst als ziemlich grob bezeichnet. Charmain hat den Ehrgeiz, Bibliothekarin zu werden, und wird in das Geheimnis des verschwundenen königlichen Goldes verwickelt, als sie dem König beim Sortieren von Dokumenten in der königlichen Bibliothek hilft. Schließlich wird sie zusammen mit Peter bei ihrem Onkel in die Lehre geschickt, um ihre magischen Gaben zu fördern. Zwischen ihr und Peter beginnt eine schwierige Beziehung, die sich langsam bessert; sie freundet sich auch mit Hauro (als "Twinkle"), Calcifer und Sophie an.

### Peter Regis
Er ist ein Junge in Charmains Alter, der in das Haus des Zauberers Norland kommt, während sie darauf aufpasst, und behauptet, dass er der Lehrling des Zauberers sein soll. Charmain bestätigt dies, indem sie einen Brief liest, den Peter auf den Schreibtisch von Großonkel William geschrieben hat, den sie vor seiner Ankunft übersehen hatte, da es viele Briefe gab, die die Worte "Lehrling" und "hoffnungsvoll" enthielten, so dass sie annahm, sein Brief sei ein weiterer, in dem er um eine Lehrstelle bittet. Aus irgendeinem Grund schafft er es nie, einen Zauberspruch richtig auszusprechen – obwohl er ihn perfekt ausführt, passiert immer etwas Schlimmes – und verursacht Probleme mit links und rechts, die er nicht auseinanderhalten kann, und muss sich bunte Schnüre an die Daumen binden, um links von rechts zu unterscheiden. Peter ist jedoch erfahrener in praktischen Haushaltsaufgaben als Charmain, obwohl er keine Ahnung vom Kochen hat. Anfangs kommen die beiden wegen Peters Selbstbewusstsein und Charmains Hochmut nur schwer miteinander aus, doch nach und nach verstehen sie sich besser. Seine Mutter ist Matilda, die Hexe von Montalbino, und sein Vater kam bei einem Lawinenabgang ums Leben.

### William Norland
Der königliche Zauberer von Hoch-Norland wird in die Obhut der Elfen gegeben, als er erkrankt (man stellt fest, dass dies durch Lubbock-Eier verursacht wurde). Es wird arrangiert, dass Charmain, eine entfernte Verwandte, sich um sein Haus kümmert, während er weg ist. Charmain kennt ihn als Großonkel William, und obwohl er nicht im Haus anwesend ist, hinterlässt er magische Anweisungen für Charmain, wenn sie Probleme hat, die Dinge im Haus zu regeln. Seine Stimme wird als freundlich beschrieben und er wird von vielen respektiert, auch von dem Zauberer Hauro.

### Sophie Pendragon
Vor ihrer Heirat war sie als Sophie Hatter bekannt. Sophie ist eine schöne, mächtige Hexe mit rotgoldenem Haar aus Ingary, die in der Lage ist, Gegenständen Leben einzuhauchen. Sie hat einen kleinen Sohn namens Morgan und ist mit dem Zauberer Howl verheiratet. Sie übernimmt die Aufgabe, für den König von Hochnorland ein Rätsel zu lösen, ist aber bestürzt, als ihr Mann beschließt, ihr nach Hochnorland zu folgen und Calcifer und Morgan mitzunehmen, um ihr zu helfen. Sie amüsiert sich widerwillig über die Possen ihres Mannes als "Twinkle" und ärgert sich über das Ausmaß, in dem er seine zweite Kindheit genießt.

### Howl Pendragon
Howl, auch bekannt als die Zauberer Pendragon und Jenkins und einer der königlichen Zauberer von Ingary, ist ein extravaganter, gut aussehender und unglaublich kluger Zauberer mit großen magischen Fähigkeiten, der auch Sophies Ehemann ist. Er verwandelt sich in das lächerlich bezaubernde lispelnde Kind Twinkle und behauptet, Sophie sei seine Tante, um sich in das Geheimnis einzumischen, mit dem nur Sophie zu tun haben sollte, da der König den königlichen Zauberer eines anderen Landes nicht "abwerben" kann. Mit Hilfe von Sophie (die widerwillig gezwungen wird, sein Geheimnis zu bewahren) und Charmain, in der er eine latente magische Fähigkeit erkennt, findet Howl heraus, wo das verlorene Gold des Königs versteckt war und wo sich das Elfengeschenk befindet.

### Calcifer
Er ist ein mächtiger, vielfarbiger Feuerdämon, der ursprünglich eine Sternschnuppe war und mit Sophie und Howl zusammenlebt und ihr Schloss bewegt. Aufgrund seiner enormen Kräfte ist er in der Lage, Charmains angeborene magische Natur zu erkennen, ähnlich wie er es bei Sophie Hatter getan hat. Er erweist sich als unentbehrlich, um die Pläne der Lubbocks zu vereiteln. Sophie glaubt auch, dass er mit Howl zusammenarbeitet, um Morgan nicht zum Weinen zu bringen, und ihn deshalb als Vorwand benutzt, um Sophie bei ihrer Aufgabe zu unterstützen.

### Morgan Pendragon
Das erstgeborene Kind von Hauro und Sophie ist fast zwei Jahre alt, extrem laut, ziemlich schelmisch und hat ein kleines Problem mit der Aussprache von "T". Als Sophie nach Hochnorland aufbricht, lässt sie Morgan in der Obhut von Hauro und Calcifer zurück und ist empört über Hauros Entscheidung, ihr zu folgen. Hauro benutzt Morgan als Ausrede, um "Twinkle" zu sein, da sie ihn nicht dazu bringen konnten, nicht mehr nach Sophie zu weinen (obwohl er später zugibt, dass er es nicht einmal versucht hat). Als Hauro sich zurückverwandelt, ist Morgan froh, seinen Vater wiederzusehen, aber nach einer Weile jammert er nach dem lispelnden Kleinkind "Dinkle". Er hat die Magie seiner Eltern geerbt, denn als er im Palast Spielzeug verlangte und es ihm verweigert wurde, bekam er einen Wutanfall und ließ Spielzeug aus dem Nichts erscheinen.

### Waif
Sie ist ein seltener verzauberter Hund, der sich mit Charmain anfreundet. Charmain erkennt im Laufe des Buches, dass Waif höchstwahrscheinlich magische Kräfte besitzt, und dies wird bestätigt, als die Hexe von Montalbino Charmain erzählt, dass Waif seltene magische Eigenschaften besitzt. Eine dieser Eigenschaften ist, dass Waif bei Charmains Ankunft zunächst für einen männlichen Hund gehalten wurde, dann aber ihr Geschlecht änderte, um mit Charmains übereinzustimmen, weil Waif sie so sehr mochte. Großonkel William brachte Waif ursprünglich als streunenden Hund zu seinem Haus, kurz bevor Charmain kam, um auf sein Haus aufzupassen. Waif ist mehr, als man auf den ersten Blick sieht, und obwohl sie klein ist, verschlingt sie große Mengen an Futter, was vielleicht daran liegt, dass sie schwanger wird, denn der Vater ist der Hund des königlichen Kochs (was Charmain erst am Ende des Buches erfährt).

### König Adolphus X
Der ältere und verarmte Monarch von High Norland lebt im königlichen Herrenhaus. Er hat eine Tochter, Prinzessin Hilda, und ist ein guter Freund von Großonkel William. Er und Prinzessin Hilda haben sich bemüht, die Bücher in der königlichen Bibliothek zu ordnen, um das verlorene Gold des Königs zu finden, sind dabei aber kaum vorangekommen. Er mag Kuchen und Gebäck sehr gerne und ist gut gelaunt. Er zeigt Charmain gegenüber Gastfreundschaft und Geduld, da er sie für eine Bürgerliche hält, die sich in einer königlichen, wenn auch verarmten Familie aufdrängt.

### Prinzessin Hilda
Sie ist die ältere und unverheiratete Prinzessin von High Norland und die Tochter von König Adolphus. Sie war eine der Prinzessinnen, die vom Dschinn Hasruel im Luftschloss entführt wurden, und verantwortlich dafür, dass Abdullahs Freund Jamal in Begleitung seines Hundes zum Koch der königlichen Familie wurde. Da sie Sophie kennt, lädt Hilda sie nach High Norland ein, um das Geheimnis des verschwundenen königlichen Schatzes zu lösen.

### Lubbock
Er ist ein schrecklich böses, menschenähnliches Wesen mit lila Haut, Flügeln und dem Gesicht eines Insekts. Lubbock kann Eier in Lebewesen "legen", ohne dass diese es bemerken. Bei männlichen Wesen verzehrt das Ei, das zuerst schlüpft, die anderen Lubbock-Eier und das Männchen stirbt. Bei einem Weibchen verzehrt das Ei, das zuerst schlüpft, die anderen Lubbock-Eier, und sie bringt wie üblich ein Kind zur Welt, das dann in der Regel stirbt. Das Ergebnis der Geburt eines menschlichen Weibchens ist eine Lubbockin, die bis auf die violetten Augen oder die violett gefärbte Haut weitgehend menschlich aussieht. Der Lubbock, der im Buch vorkommt, möchte Hochnorland regieren, indem er den Lubbockin Ludovic auf den Thron setzt und ihn als Marionettenkönig einsetzt.